# Antoni Miaskowski
Antoni Miaskowski herbu Bończa II – kasztelan lądzki w 1746 roku, stolnik kaliski w 1740 roku, dziedzic Kotlina.
Był synem Franciszka.